# 柃木圍盾介殼蟲
柃木圍盾介殼蟲（学名：Fiorinia hisakakii）为盾介殼蟲科圍盾介殼蟲屬下的一个种。